# سیرا (هند)
سیرا (به انگلیسی: Sira, India) یک زیستگاه انسانی در هند است که در ناحیه تومکور واقع شده‌است.

## خصوصیات
سیرا ۱۷٫۴۷ کیلومترمربع مساحت و ۱۰۵٬۰۱۲ نفر جمعیت دارد و ۶۶۱ متر بالاتر از سطح دریا واقع شده‌است.

## نگارخانه

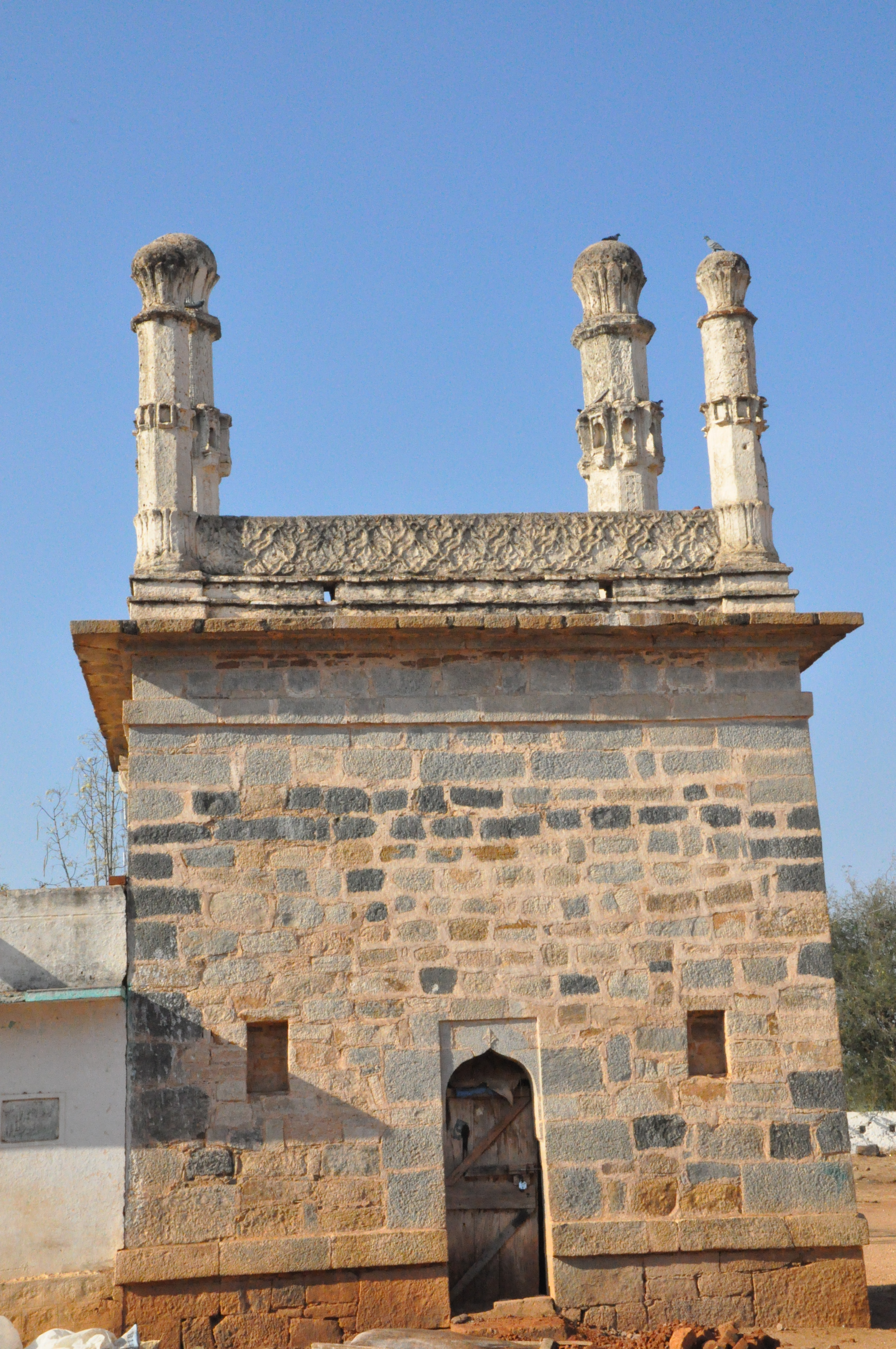
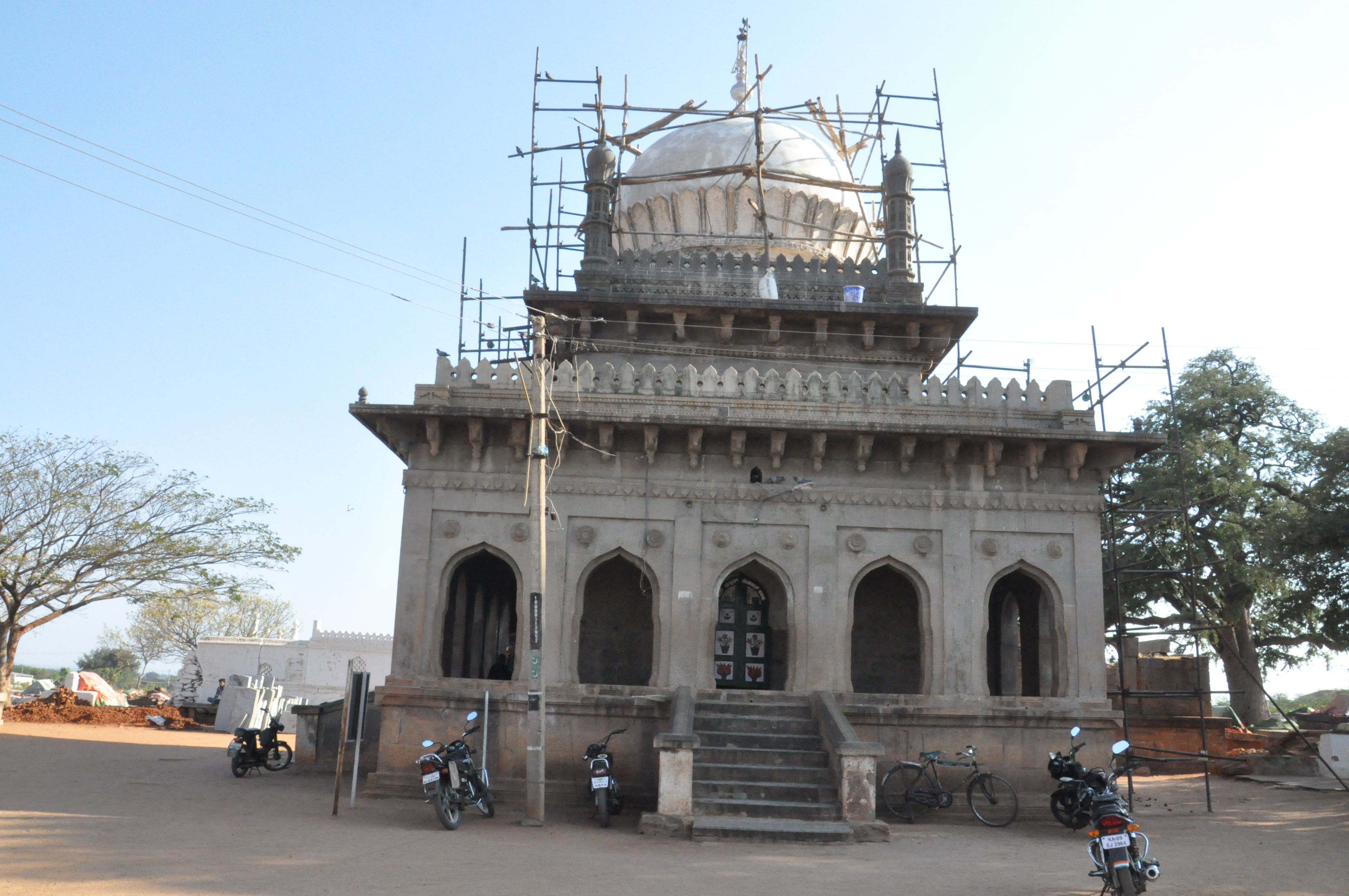
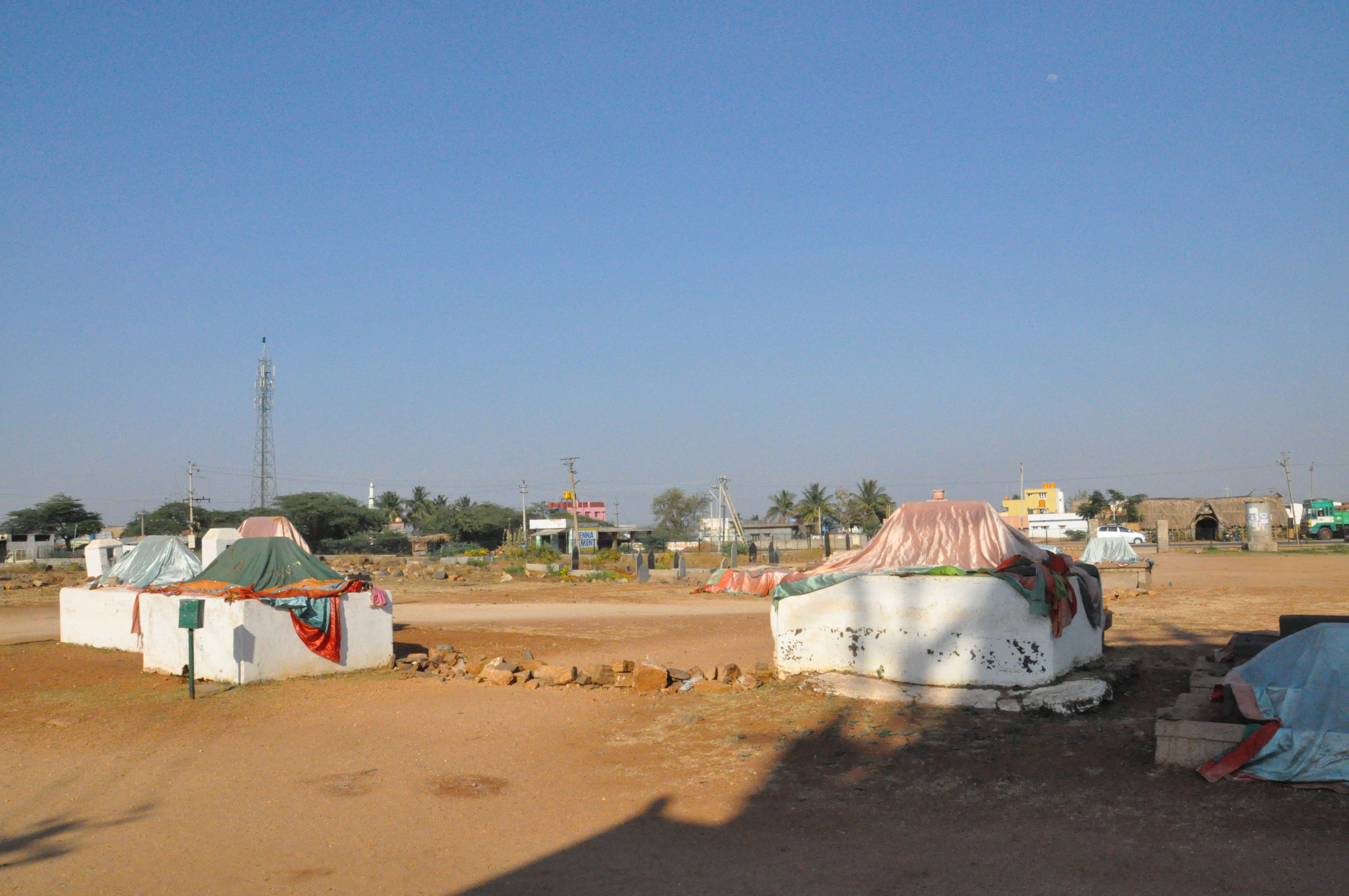
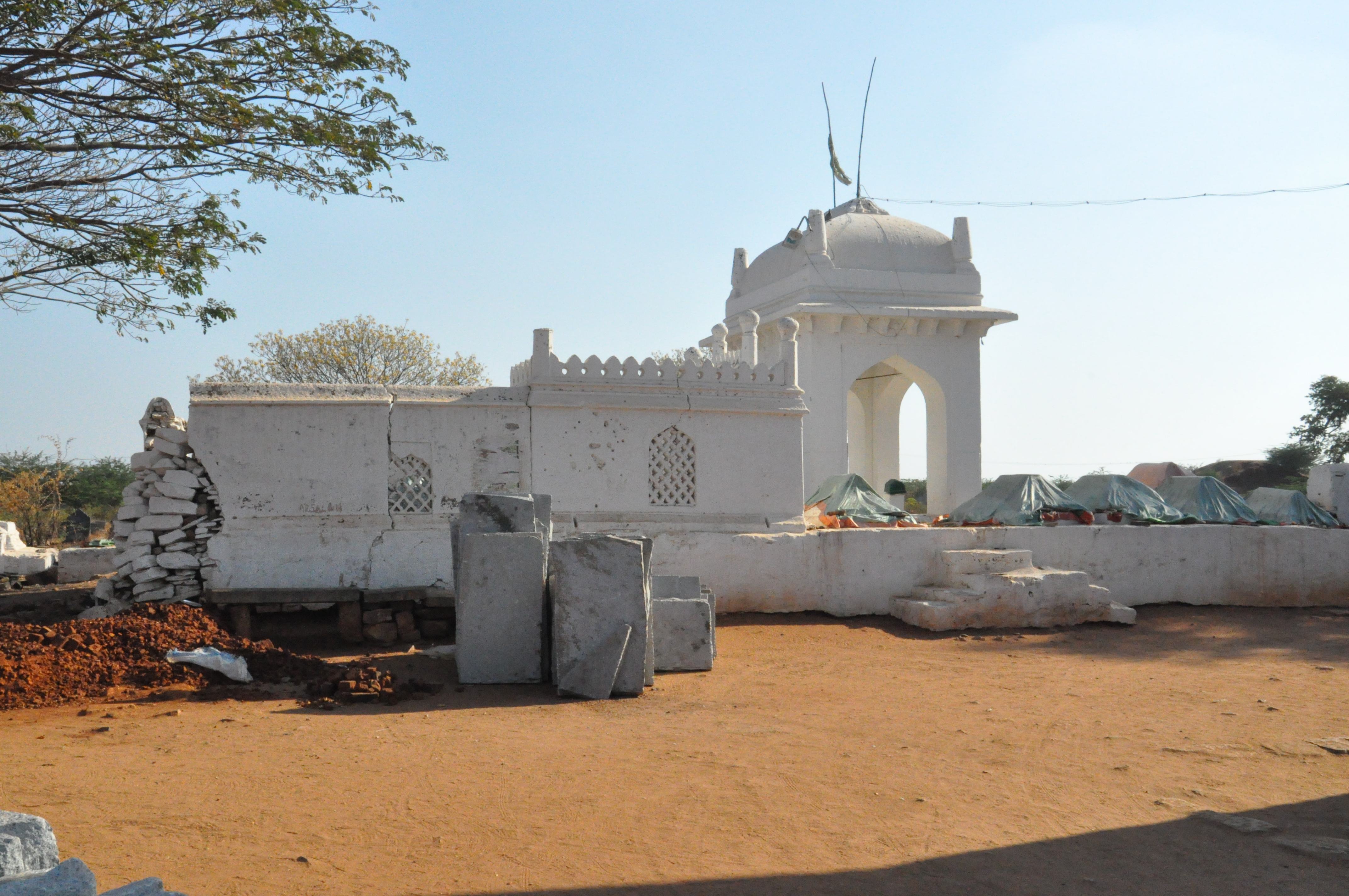
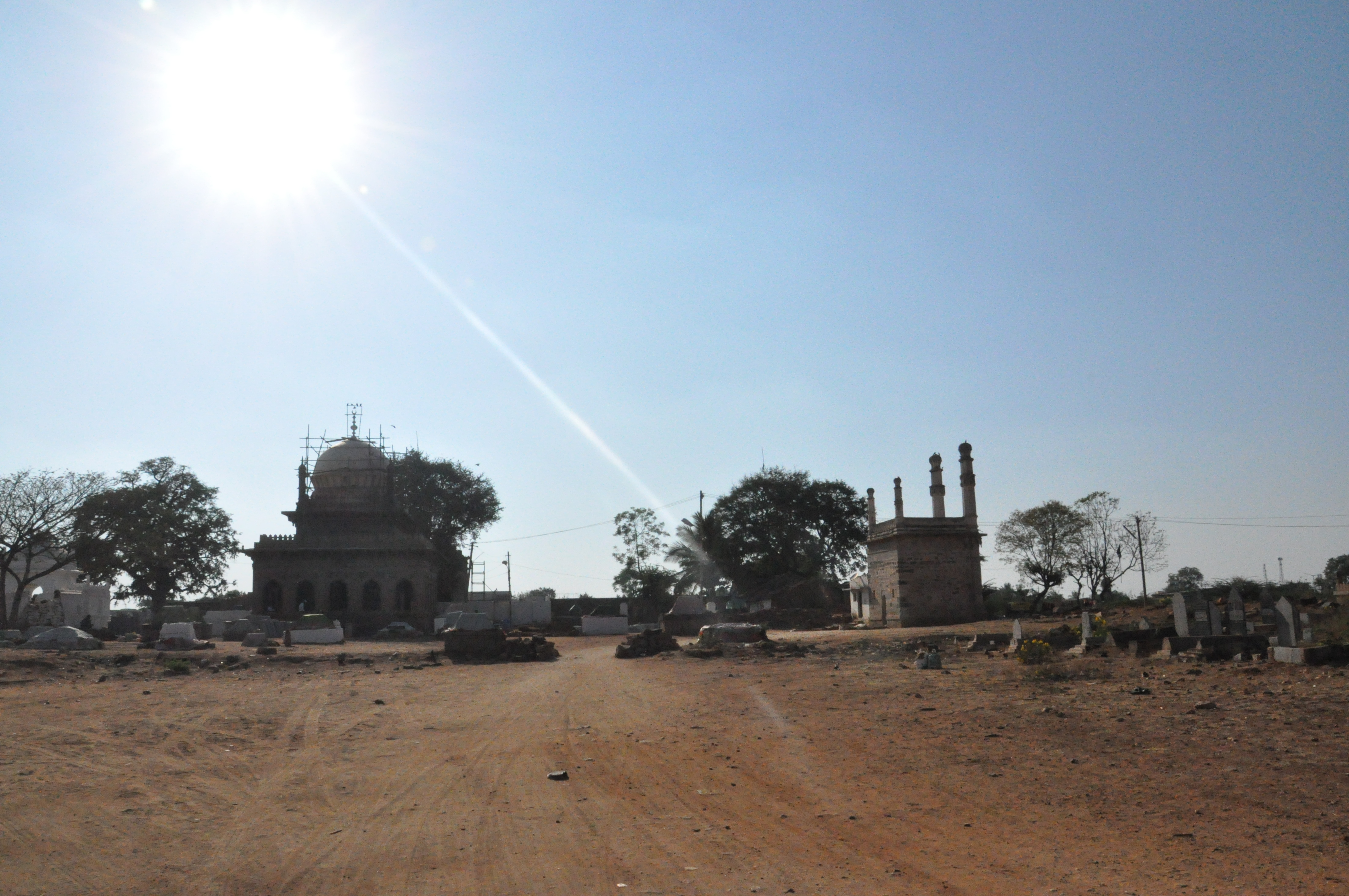
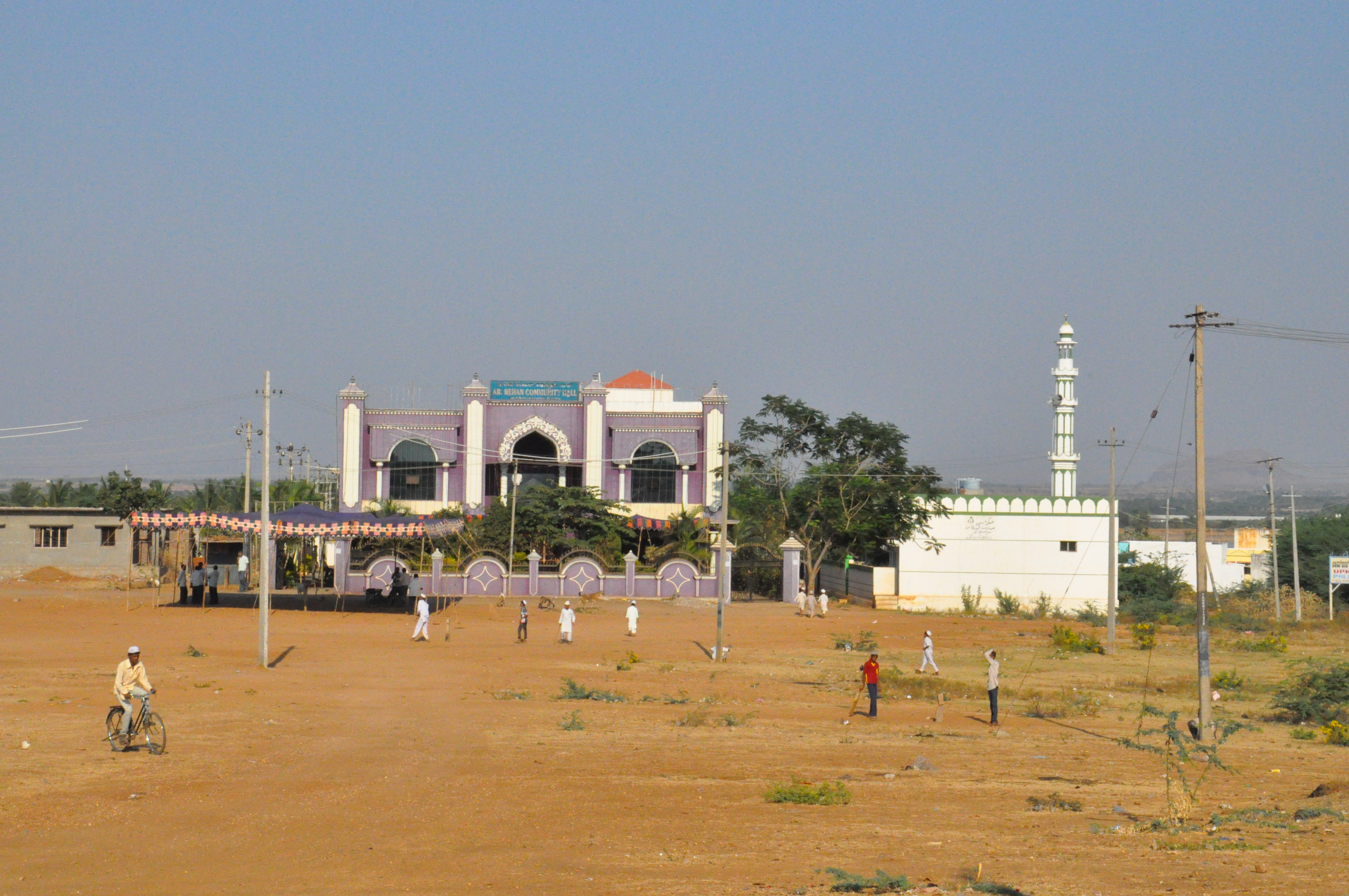